# Torre del Juche
La Torre del Juche (chosŏn'gŭl: 주체사상탑, Hanja: 主體思想塔), oficialment anomenada Torre de la Idea del Juche, és un monument situat a Pyongyang, la capital de Corea del Nord.
Es va acabar de construir l'any 1982 i està situada a la riba est del riu Taedong, davant de la Plaça Kim Il-sung. Es va erigir per a commemorar el 70è aniversari de Kim Il-sung. Es diu que fou dissenyada pel seu fill, Kim Jong-il.
La seva estructura té una altura de 170 metres amb forma d'obelisc de quatre costats que es va estrenyent a mesura que s'eleva.
La torre es compon de 25.550 blocs (dels quals el més alt està compost per granit). El nombre de blocs representa el nombre de dies de vida de Kim Il-sung, és a dir, 70 anys multiplicat per 365 dies (sense comptar anys bixestos). La torre està coronada per una torxa il·luminada de 20 metres d'altura i 45 tones de pes. És possible pujar fins a dalt de la torre.
Associada a la torre hi ha una estructura de 30 metres d'altura a la qual hi han representades tres figures; una amb un martell, una altra amb una falç i la tercera amb una ploma d'escriure; que simbolitzen: l'obrer, el camperol i l'intel·lectual. Hi ha sis grups escultòrics més petits, cadascun de 10 metres d'altura, que simbolitzen altres aspectes de la ideologia de Kim Il-sung. També, prop de la torre, hi ha un mur amb 82 plaques commemoratives, suposadament enviades per estrangers adeptes al règim. Al voltant de la torre també hi ha flors i jardins.
El nom de la torre prové de la idea del Juche, desenvolupada per Kim Il-sung mitjançant una combinació d'autarquia, autodependència, nacionalisme coreà i socialisme.
Malgrat que Pyongyang, la capital de Corea del Nord, pateix sovint apagades de llum, la torre sempre es manté encesa com a signe de la fortalesa del règim.

## Galeria

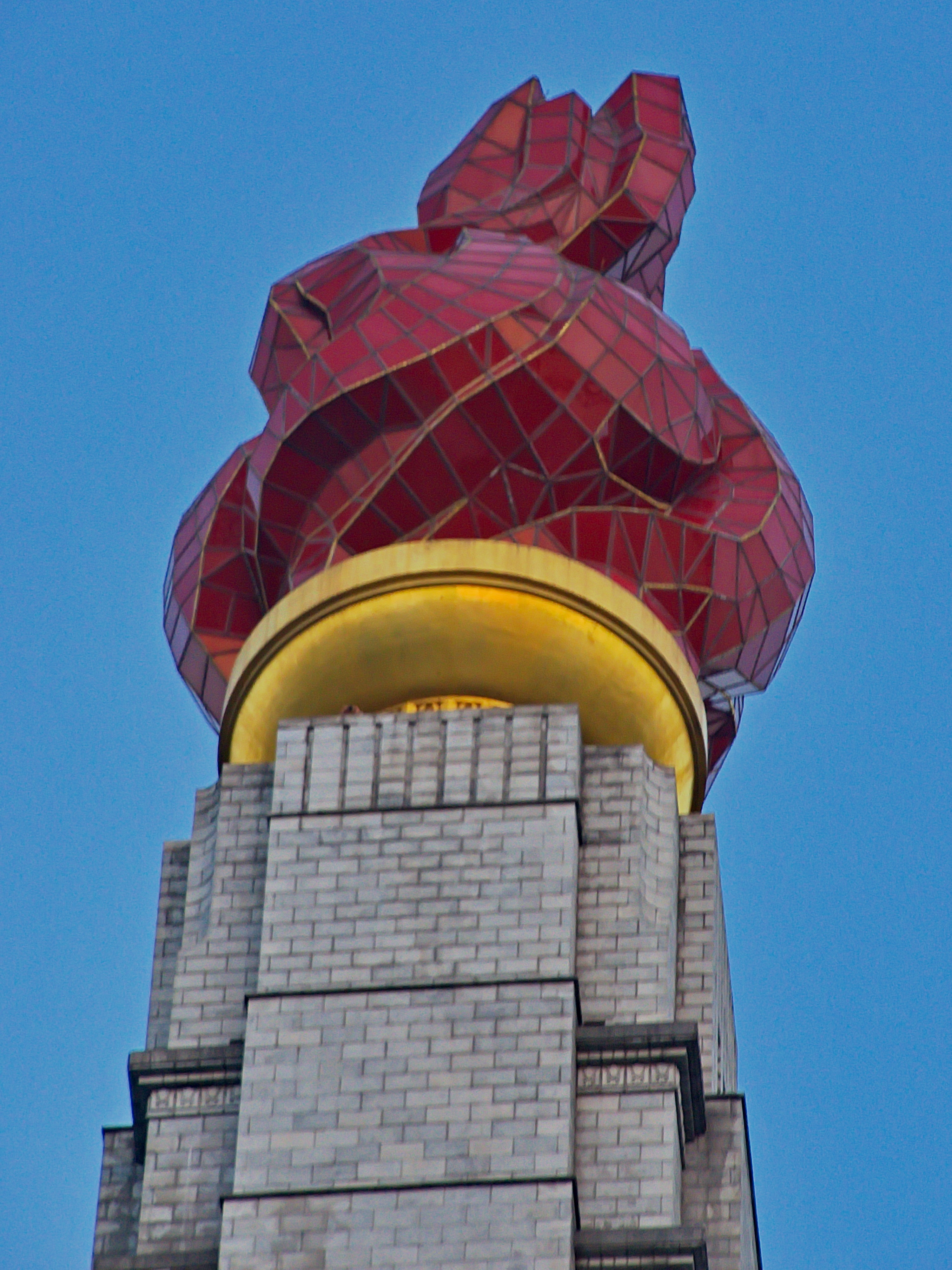
Torxa simbolitzant el Juche emplaçada al capdamunt de la torre
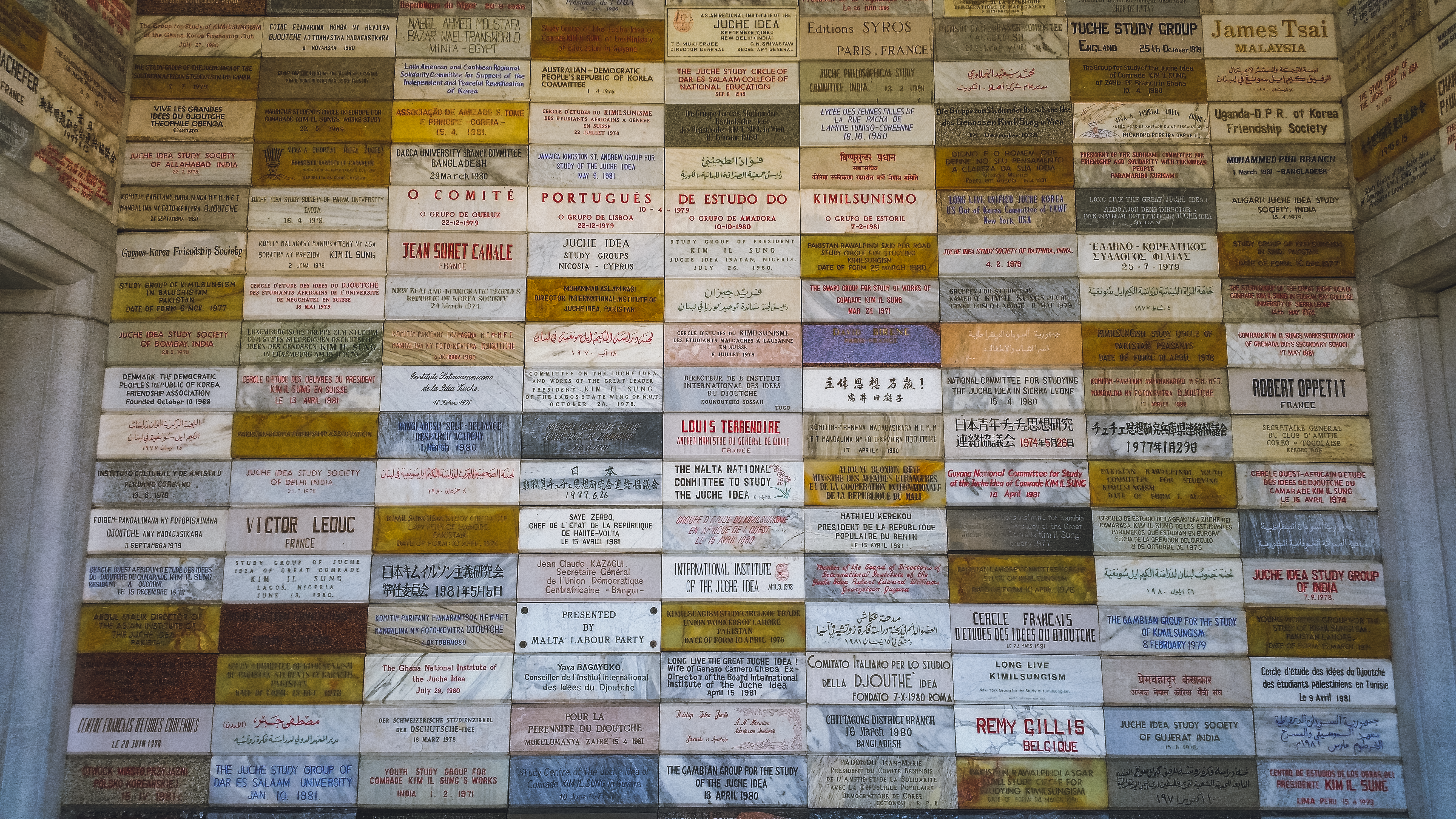
Plaques commemoratives enviades per estrangers i situades a l'entrada de la torre
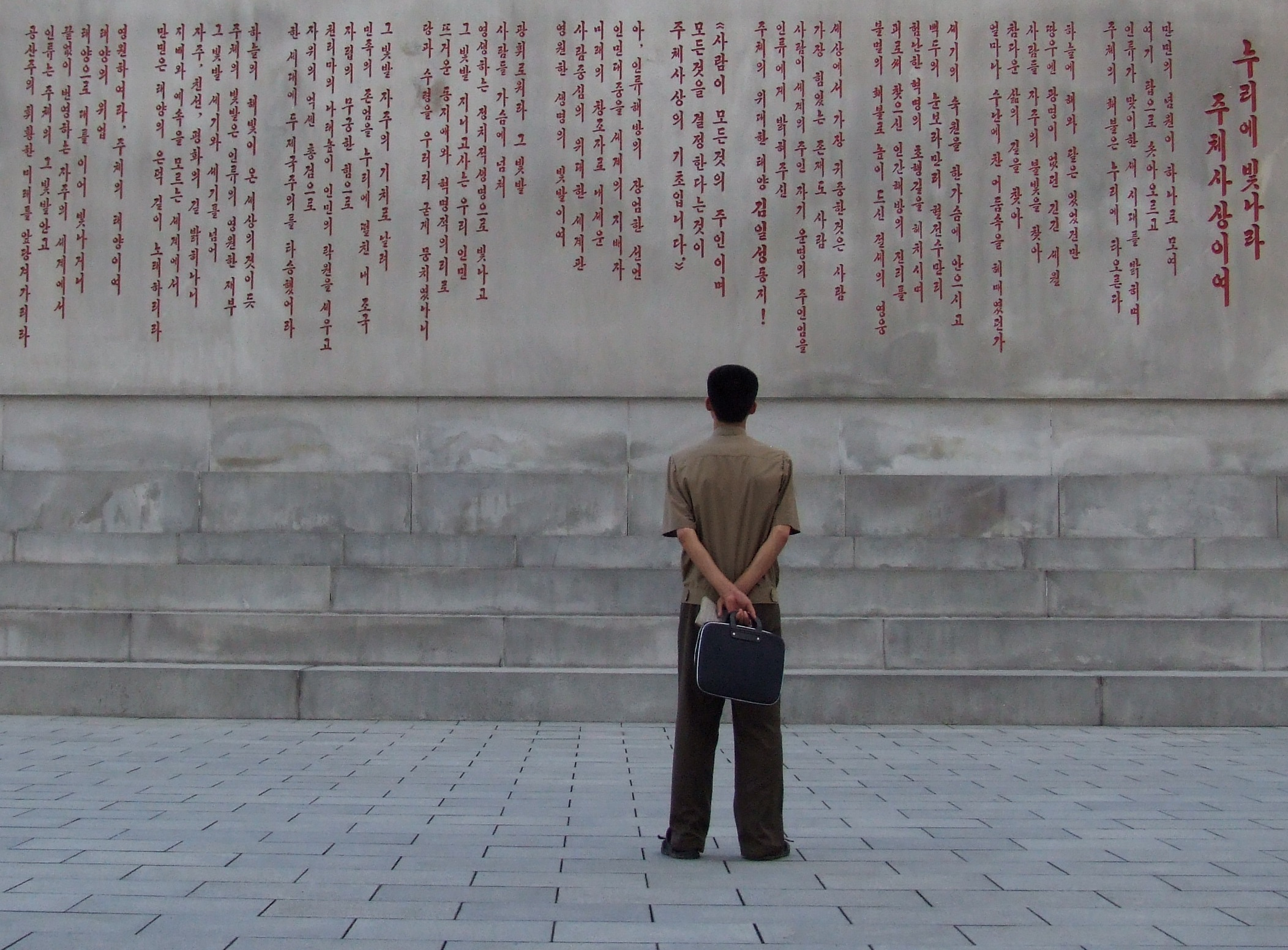
Un home llegeix un text inscrit a la base de la torre
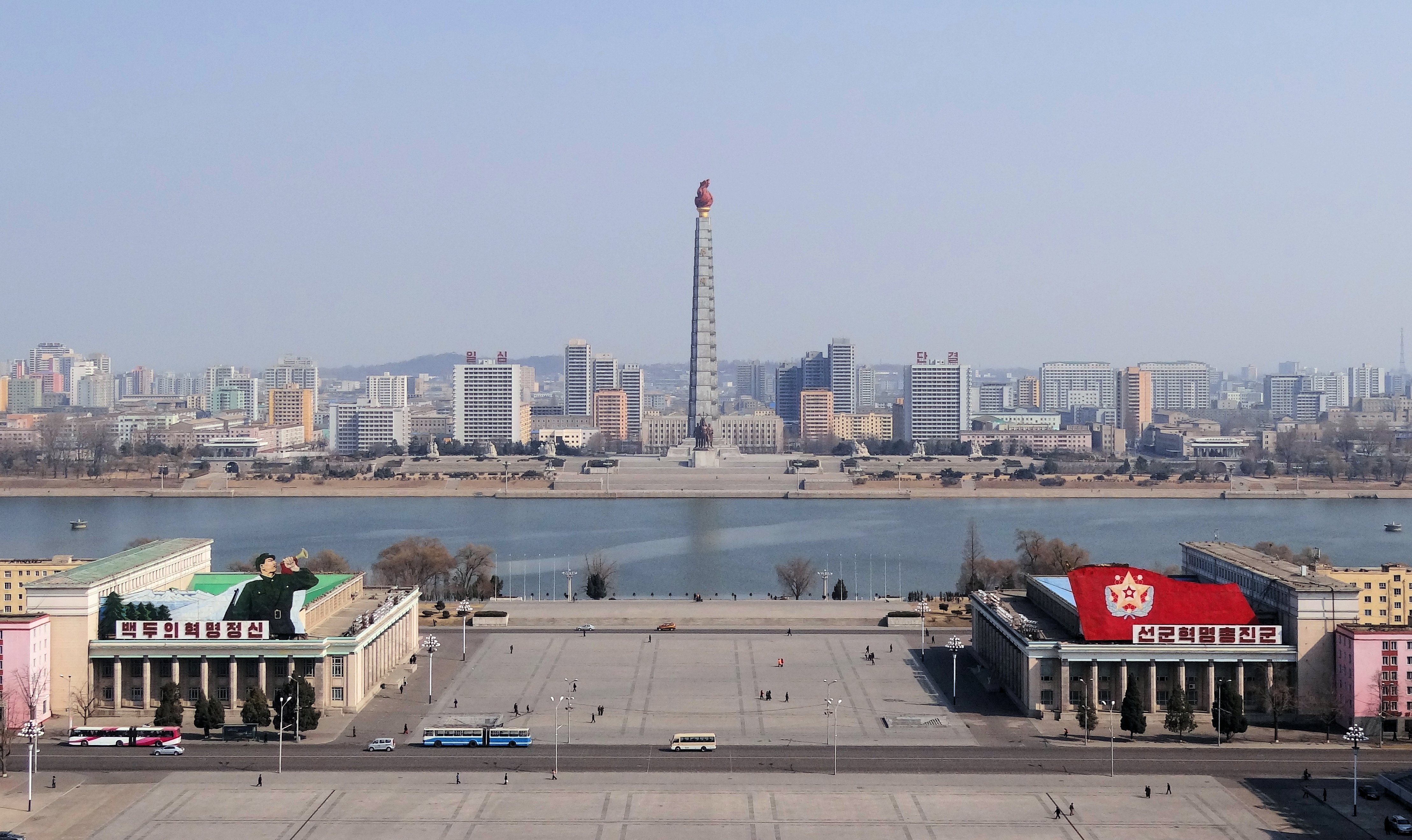
Vista de la torre des del terrat del Gran Palau d'Estudis del Poble
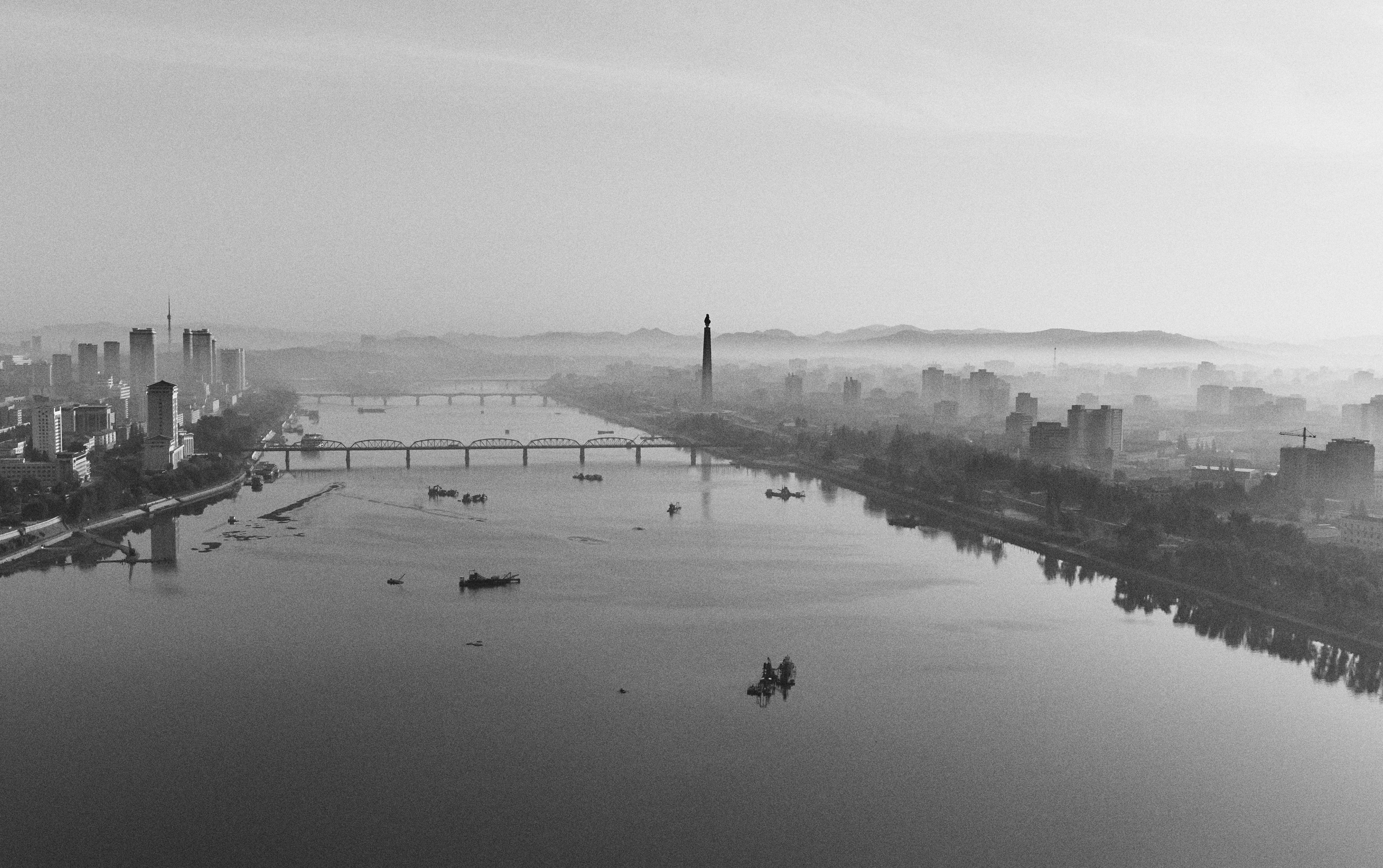
Vista de Pyongyang amb la torre a la riba esquerra del riu Taedong des de l'Hotel internacional Yanggakdo
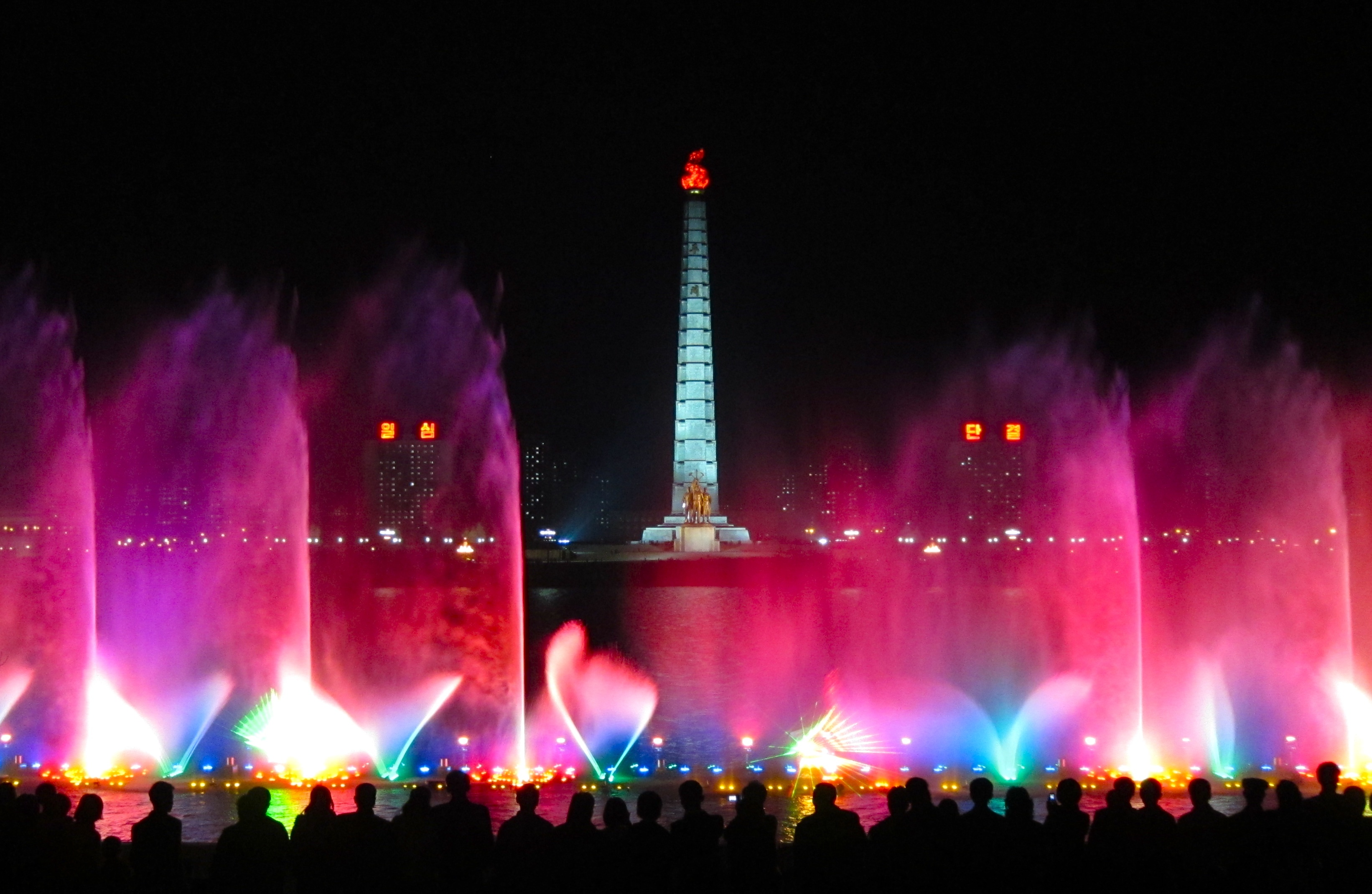
Vista de la torre durant les celebracions del Dia Internacional dels Treballadors de l'any 2010